# Ichneutica fibriata
Ichneutica fibriata là một loài bướm đêm trong họ Noctuidae.